# Puta I z Czastolowic
Puta I z Czastolowic (cz. Půta I  z Častolovic, zm. 1397) – czeski możnowładca z Častolovic, starosta hrabstwa kłodzkiego. 
Założyciel potężnej czeskiej rodziny, pochodzącej od panujących w zamku Potštejn. Pierwsza najstarsza wzmianka pochodzi z roku 1342, kiedy to na jego prośbę król Jan Luksemburski nadał Častolovicom prawa miejskie. W połowie XIV w. był właścicielem zamku w Lubawce. W latach 1350–1369 władał zamkiem w Czarnym Borze. W 1352 cesarz Karol IV mianował go burgrabią Potštejna, w latach 1366-1375 był starostą hrabstwa kłodzkiego; w 1370 starostą Ząbkowic, w 1377 namiestnikiem brandenburskim, w 1384 namiestnikiem luksemburskim, a w 1395 namiestnikiem Łużyc. W Častolovicach ufundował między innymi kaplicę św. Katarzyny.